# Omar Thomas
Omar Thomas, né le 25 février 1982, à Philadelphie, en Pennsylvanie, est un joueur américain de basket-ball. Il évolue durant sa carrière au poste d'ailier.

## Biographie
En juillet 2013, il signe avec le Dinamo Basket Sassari. En janvier 2014, il est nommé MVP de la première journée du Top 32 de l'EuroCoupe avec une évaluation de 30.

## Palmarès
- MVP du championnat d'Italie 2010-2011
- MVP des playoffs du championnat de Serbie 2011-2012
- Vainqueur de la Coupe de Russie de basket-ball 2013
- Vainqueur de l'EuroChallenge 2012-2013